# سالم شاكر
سالم شاكر مواليد 1950 بمدينة نيفير, أستاذ جامعي جزائري متخصص في اللغة الأمازيغية بجامعة إي مارسيليا. كان قد تسلم مهام الإشراف على الموسوعة البربرية من قبل غابرييل كامبس سنة 2002 حينما كان أستاذا بمعهد اللغات و الحضارات الشرقية بباريس.

## أصوله
ينحدر سالم شاكر من عرش آيث إيراثن في منطقة القبائل بالجزائر. بعد أن عمل لمدة عشر سنوات في جامعة الجزائر (1973-1981) وفي إيكس أون بروفانس (المركز الوطني للبحث العلمي وجامعة بروفانس: 1981-1989)، أصبح أستاذا للغة البربرية في المعهد الوطني للغات الشرقية والحضارات (INALCO) في باريس حتى عام 2008. وقد خلف بشكل خاص أندريه باسيت وليونيل غالاند. وفي عام 1990، أنشأ مركز "أندريه باسيت" للأبحاث البربرية (INALCO) الذي أداره حتى عام 20091. وفي عام 2008، انضم إلى معهد الأبحاث حول العالمين العربي والإسلامي في إيكس أون بروفانس. وهو مؤلف العديد من الأعمال والدراسات في اللغويات البربرية وعلم اللغة الاجتماعي. منذ عام 2002، بعد وفاة غابرييل كامبس، قام بإدارة الموسوعة البربرية.

## تلاميذه
يُعتبر مولود لوناوسي أحد تلاميذ «سالم شاكر».

## روابط خارجية
- Salem CHAKER, INALCO